# Tempestade tropical Hagibis (2014)
A tempestade tropical Hagibis foi uma tempestade tropical que, junto com a monção do sudoeste, trouxe fortes chuvas para as Filipinas por quase uma semana em junho de 2014. A tempestade se formou em 13 de junho e se dissipou em 18 de junho. Hagibis atingiu a costa em 15 de junho, causando danos estimados em US$ 198 milhões. Hagibis é uma palavra filipina, que significa rapidez.

## História meteorológica
Em 11 de junho de 2014, uma área ampla e mal definida de baixa pressão se formou sobre o Mar da China Meridional. Uma convecção profunda extensa, embora desorganizada, acompanhava o sistema. Situado dentro de uma região de baixo a moderado cisalhamento do vento e escoamento fraco, o desenvolvimento lento se seguiu. até 13 de junho, a Agência Meteorológica do Japão (JMA) classificou o distúrbio como uma depressão tropical. Um sistema de monções, a depressão apresentava uma extensa circulação com os ventos mais fortes bem longe do centro, ao contrário da maioria dos ciclones tropicais. Uma passagem do dispersômetro revelou ventos de até 65 km/h dentro de um recurso de bandas a leste do centro da tempestade na noite de 13 de junho. De acordo com isso, o JMA atualizou a depressão para tempestade tropical 1407 e atribuiu o nome Hagibis ao ciclone. Apesar da presença de ventos fortes, o Joint Typhoon Warning Center (JTWC) considerou o sistema abaixo da intensidade da tempestade e só emitiu um alerta de formação de ciclones tropicais no início de 14 de junho, indicando que era provável que se tornasse um ciclone tropical dentro de 24 horas. Depois disso, os ventos com força de tempestade tropical se contraíram para 130 km do centro, indicativo de um sistema mais tropical do que de monção. Como tal, o JTWC iniciou alertas sobre o sistema como tempestade tropical 07W.
No início de 15 de junho, Hagibis atingiu o sul da China e, posteriormente, enfraqueceu para uma depressão tropical. Na manhã de 16 de junho, ambas as agências emitiram seus alertas finais sobre Hagibis, pois ele se enfraqueceu ainda mais para uma depressão de terra. Seus remanescentes ainda continuaram a se mover para o norte, mas em 17 de junho, os remanescentes de Hagibis se curvaram para o leste devido à corrente de jato. Mais tarde naquele dia, os remanescentes entraram movidos de volta sobre águas quentes e acompanhados por um baixo cisalhamento vertical do vento, e a tempestade se intensificou novamente. O JMA atualizou Hagibis para uma tempestade tropical mais uma vez, e tanto o JTWC quanto o JMA reiniciaram os alertas sobre o sistema. No início de 18 de junho, Hagibis fez a transição para um ciclone extratropical e sua circulação foi absorvida por uma tempestade extratropical em desenvolvimento ao norte em 21 de junho. O sistema saiu da bacia no início de 23 de junho.

## Impactos

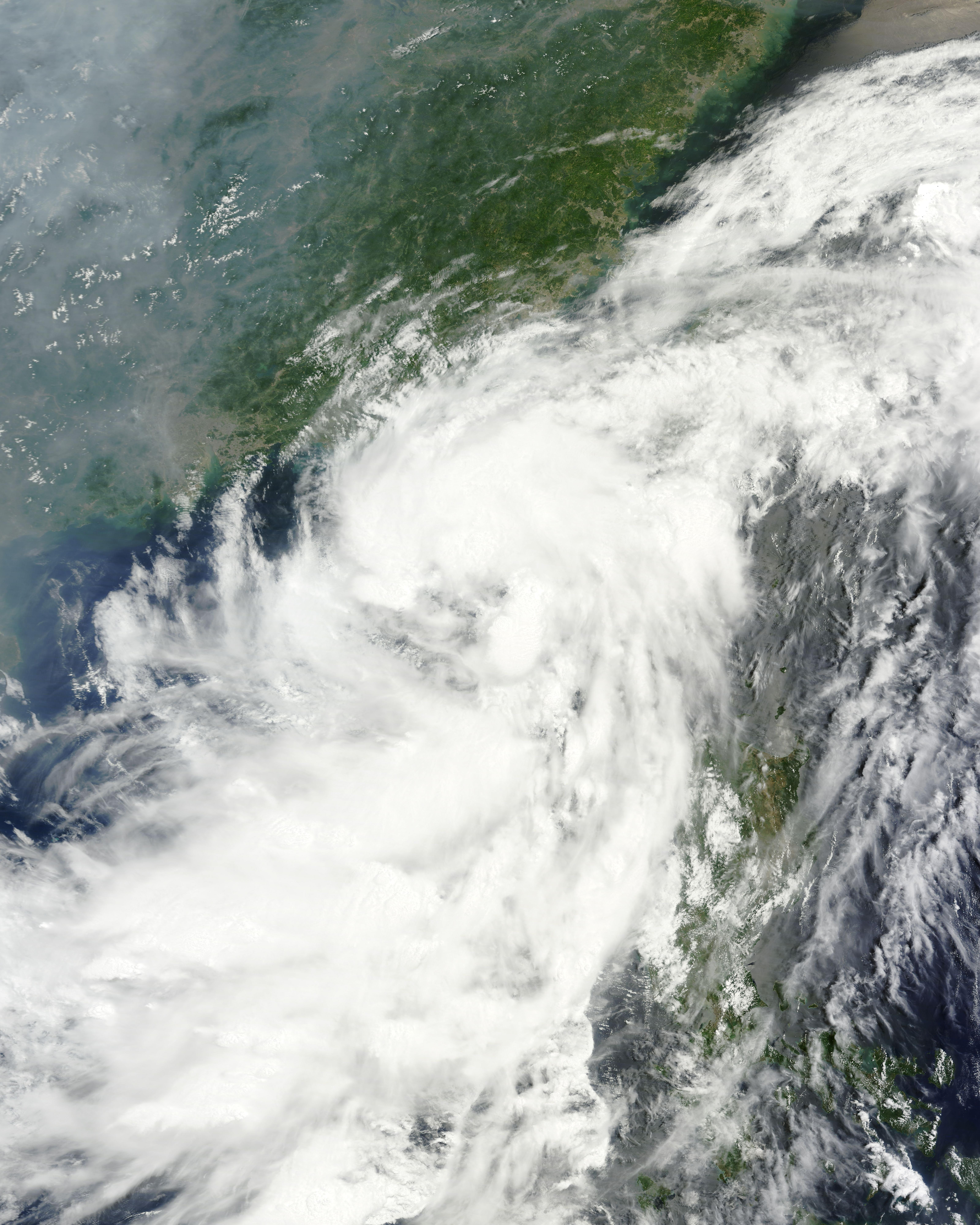
Tempestade tropical Hagibis com a monção sudoeste em 14 de junho

### Filipinas
Embora Hagibis não tenha entrado na Área de Responsabilidade das Filipinas (PAR), ele ameaçou as Filipinas ao aumentar a monção do sudoeste, trazendo chuvas torrenciais para o país. Devido às chuvas extremas desde a tempestade tropical Mitag em 10 de junho, a Administração de Serviços Geofísicos e Astronômicos Atmosféricos das Filipinas (PAGASA) declarou o início oficial da estação chuvosa. Foi relatado que 17 cidades na província de Maguindanao foram inundadas. Como resultado, um total de mais de 90.000 pessoas foram afetadas.
Chuvas extremas continuaram a afetar o país até 27 de junho, quando cessou um distúrbio tropical que afetava o norte de Lução.

### China
Hagibis chegou ao sul da China às 04:50 UTC de 15 de junho. Chuvas torrenciais continuaram a causar inundações até 22 de junho, quando a monção do sudoeste enfraqueceu. Nenhuma pessoa foi morta e as perdas econômicas totais na China continental foram contabilizadas em CNY 1,23 bilhão (US $ 198 milhões).